# Graniethagedis
De graniethagedis (Xantusia henshawi) is een hagedis uit de familie nachthagedissen (Xantusiidae).

## Naam en taxonomie
De soort werd voor het eerst wetenschappelijk beschreven door Leonhard Hess Stejneger in 1893. Later werd de naam Xantusia picta gebruikt. De Nederlandstalige naam graniethagedis voor deze soort slaat op de huidskleur die lijkt op het gesteente waarop de hagedis leeft.
De voormalige ondersoort Xantusia henshawi gracilis wordt tegenwoordig beschouwd als een aparte soort; Xantusia gracilis.

## Uiterlijke kenmerken
Zoals alle nachthagedissen blijft de hagedis klein, het dier bereikt een kopromplengte van 5,1 tot 7 centimeter. De staart is ongeveer even lang als het lichaam. Zowel het lichaam als de kop zijn duidelijk afgeplat. Op de kop zijn vergrote schubben aanwezig, die op het lichaam zijn klein en korrelig.
De nek is relatief lang waardoor de hagedis wat betreft lichaamsbouw enigszins doet denken aan een varaan. De ogen zijn relatief groot en hebben geen beweegbare oogleden; deze zijn vergroeid tot een soort bril. De staart is vrij dik en kan gemakkelijk worden afgeworpen bij bedreiging, dit wordt wel caudale autotomie genoemd. De afgeworpen staart blijft enige tijd kronkelen om vijanden af te leiden. De staart groeit binnen enige tijd weer volledig aan.
De lichaamskleur varieert enigszins maar er is altijd een luipaard-achtig vlekkenpatroon aanwezig. Bij veel exemplaren, zoals die op de afbeelding, zijn de vlekken erg groot en liggen niet ver van elkaar, zodat de indruk ontstaat van een zwart lichaam met een lichtere tot witte nettekening. Ook exemplaren met wat verspreide vlekken komen voor, soms is op de rug en vooral de nek een fijn patroon van kleinere, geeloranje vlekjes zichtbaar. Juveniele dieren lijken al direct op de ouders, het belangrijkste geslachtsonderscheid zijn de vergrote femorale poriën van de mannetjes.

## Verspreiding en habitat
De graniethagedis komt voor in de Verenigde Staten in de staat Californië en in Mexico, en heeft een zeer klein verspreidingsgebied. Dit bestaat uit het extreem uiterst zuidwesten van Californië, en het uiterst noordwestelijke deel van het langwerpige schiereiland onder deze staat, wat Neder-Californië wordt genoemd en staatkundig behoort tot Mexico. De hagedis leeft in dorre, schrale omstandigheden en verstopt zich onder stenen en andere objecten, en is met name te vinden in rotsige omgevingen. Door het afgeplatte lichaam is het dier in staat in nauwe rotsspleten te schuilen. De hagedis is aangetroffen op een hoogte van 120 tot 2500 meter boven zeeniveau.
In tegenstelling tot veel andere hagedissen wordt de zon vermeden, de graniethagedis houdt zich overdag op in de schaduw en is met name in de schemering actief.Ook 's nachts wordt het dier wel foeragerend aangetroffen en ook op warmere dagen in het winterseizoen komt de graniethagedis uit zijn schuilplaats.

## Levenswijze
De graniethagedis heeft vooral kleine ongewervelden op het menu staan, zoals insecten, spinnen, duizendpoten en schorpioenen. Vermoedelijk worden ook de eieren van andere hagedissen buitgemaakt. Daarnaast worden ook verschillende plantendelen gegeten.
De graniethagedis is levendbarend; de jongen krijgen in het moederlichaam voedingstoffen toegediend via een soort placenta. Er worden dus geen eieren afgezet zoals bij hagedissen gebruikelijk is. Per keer worden een of twee jongen geboren.